# Khoảng nghỉ thủy triều
Khoảng nghỉ thủy triều, đo độ trễ thời gian từ Mặt trăng đi qua đỉnh, đến thủy triều cao hay thấp tiếp theo. Nó cũng được gọi là khoảng thời gian nước cao (HWI). Đôi khi, một thuật ngữ không được sử dụng cho độ trễ thời gian, mà thay vào đó, thuật ngữ tuổi của thủy triều hoặc việc thiết lập thủy triều được sử dụng cho mục nhập trong các bảng thủy triều.
Thủy triều được biết đến chủ yếu là do lực hấp dẫn của Mặt trăng. Về mặt lý thuyết, các lực thủy triều cực đại tại một vị trí nhất định sẽ đồng thuận khi Mặt trăng đến kinh tuyến, nhưng độ trễ thường đi trước thủy triều cao, phụ thuộc phần lớn vào hình dạng của bờ biển và đáy biển. Do đó, khoảng thời gian nghỉ thay đổi từ nơi này sang nơi khác – từ 3 giờ trên các đại dương sâu đến 8 giờ tại Cảng New York. Khoảng nghỉ thủy triều thay đổi trong khoảng +/- 30 phút theo pha mặt trăng. (Điều này được gây ra bởi khoảng thời gian liên quan đến thủy triều.)
Hàng trăm yếu tố liên quan đến khoảng nghỉ thủy triều, đặc biệt là gần bờ biển. Tuy nhiên, đối với những yếu tố ở xa bờ biển, sự cân nhắc vượt trội là tốc độ của sóng trọng trường, tăng theo độ sâu của nước. (Tỷ lệ với căn bậc hai của độ sâu, đối với các sóng trọng lực cực kỳ dài vận chuyển nước theo Mặt trăng quanh Trái đất. Các đại dương sâu khoảng 4 km và sẽ phải sâu ít nhất 22 km đối với những sóng này sóng để theo kịp Mặt trăng. Như đã đề cập ở trên, độ trễ thời gian tương tự đi kèm với thủy triều, một yếu tố phức tạp thay đổi theo các pha của mặt trăng.) thực sự vượt quá 24 giờ ở một số địa điểm.
Khoảng nghỉ thủy triều gần đúng của mặt trăng có thể được tính nếu mặt trăng mọc, mặt trăng lặn và thời gian thủy triều cao được biết đến cho một địa điểm. Ở Bắc bán cầu, Mặt trăng đạt đến điểm cao nhất khi nó ở cực nam trên bầu trời. Dữ liệu âm lịch có sẵn từ các bảng in hoặc trực tuyến. Bảng thủy triều dự báo thời gian nước dâng cao tiếp theo. Sự khác biệt giữa hai lần này là khoảng thời gian nghỉ. Giá trị này có thể được sử dụng để hiệu chỉnh một số đồng hồ thủy triều và đồng hồ đeo tay nhất định để cho phép dự đoán thủy triều đơn giản nhưng thô sơ.